# Sławno (gmina w województwie łódzkim)
Sławno (do 1954 gmina Janków) – gmina wiejska w województwie łódzkim, w powiecie opoczyńskim. W latach 1975–1998 gmina położona była w województwie piotrkowskim.
Siedziba gminy to Sławno.
Według danych z 31 grudnia 2007 gminę zamieszkiwały 7342 osoby.

## Struktura powierzchni
Według danych z roku 2007 gmina Sławno ma obszar 129,31 km², w tym:
- użytki rolne: 76%
- użytki leśne: 15%

Gmina stanowi 12,43% powierzchni powiatu opoczyńskiego.

## Demografia

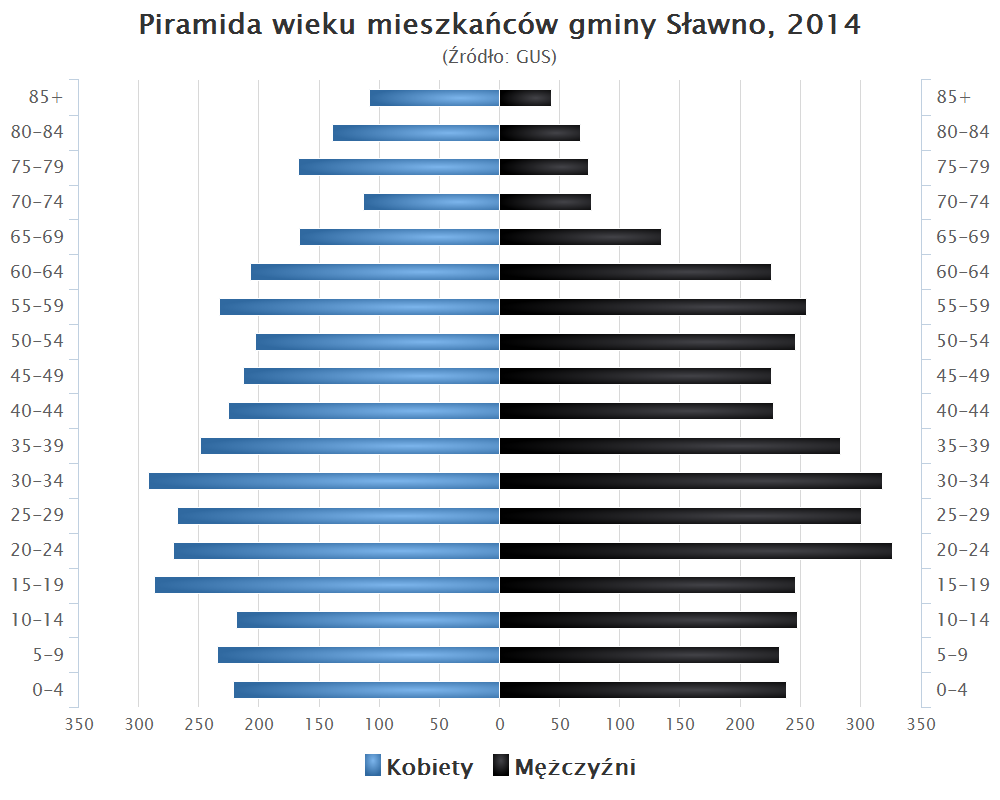
Piramida wieku mieszkańców gminy Sławno w 2014 roku

Dane z 31 grudnia 2007:
| Opis                              | Ogółem | Ogółem | Kobiety | Kobiety | Mężczyźni | Mężczyźni |
| --------------------------------- | ------ | ------ | ------- | ------- | --------- | --------- |
| jednostka                         | osób   | %      | osób    | %       | osób      | %         |
| populacja                         | 7342   | 100    | 3673    | 50,0    | 3669      | 50,0      |
| gęstość zaludnienia (mieszk./km²) | 57     | 57     | 28      | 28      | 28        | 28        |

## Miejscowości
Antoninów, Antoniówka, Bratków, Celestynów, Dąbrowa, Dąbrówka, Gawrony, Grążowice, Grudzeń-Kolonia, Grudzeń-Las, Józefów, Kamień, Kamilówka, Kozenin, Kunice, Ludwinów, Olszewice, Olszowiec, Ostrożna, Owadów, Popławy, Prymusowa Wola, Prymusowa Wola (osada leśna), Psary, Sepno-Radonia, Sławno, Sławno-Kolonia, Szadkowice, Tomaszówek, Trojanów, Unewel, Wincentynów, Wygnanów, Zachorzów, Zachorzów-Kolonia.

## Sąsiednie gminy
Białaczów, Inowłódz, Mniszków, Opoczno, Paradyż, Tomaszów Mazowiecki